# Morwa
Morwa is een dorp in het district Kgatleng in Botswana. De plaats telt 3566 inwoners (2011).